# Shalom Villegas
Shalom Adonis Villegas Requena (ur. 30 kwietnia 1996) – wenezuelski zapaśnik walczący w stylu klasycznym. Zdobył srebrny medal na igrzyskach panamerykańskich w 2019, ale został zdyskwalifikowany za doping. Brązowy medalista igrzysk Ameryki Południowej w 2022, a także mistrzostw panamerykańskich w 2019. Mistrz panamerykański juniorów w 2016 roku.